# 夜空はいつでも最高密度の青色だ
『夜空はいつでも最高密度の青色だ』（よぞらはいつでもさいこうみつどのあおいろだ）は、最果タヒによる詩集、およびそれを原作とした2017年の日本映画である。詩集は最果の第4詩集として2016年4月22日にリトルモアから刊行された。全43篇収録。

## 概要
2016年5月にリトルモアから刊行された、著者の第四詩集。全43篇の詩が収録されている。ブックデザインは佐々木俊。前作『死んでしまう系のぼくらに』がヒットし、若者に人気の新進詩人として注目を受け始めた中での刊行だった。収録作の大半はTwitterなどインターネットが初出である。

## 映画
『映画 夜空はいつでも最高密度の青色だ』のタイトルで石井裕也監督・脚本により映画化され、2017年5月13日に東京・新宿ピカデリー、渋谷ユーロスペースにて先行上映、5月27日に全国公開。石橋静河と池松壮亮のW主演で、石橋は本作が映画初主演作となった。
映画版のタイトルは『映画 夜空はいつでも最高密度の青色だ』となっており、作品名に“映画”と入っている。
原作の詩集の中にはストーリーは無いが、監督の石井裕也が東京を舞台にした1組の男女のラブストーリーとして作り上げ、脚本を執筆した。2020年東京オリンピックを前に変わっていく東京の最後の姿も映し出されている。

### ストーリー
子どもの頃に母を亡くし、死に対する不安を感じながら育った美香（石橋静河）。今は看護師として働き、患者の死を当たり前のように受け入れなければならない日々を過ごしている。そして社会に適応できない不安を抱え日雇い労働者として働き、木造アパートでギリギリの生活をしている慎二（池松壮亮）。慎二はある日、同僚の智之（松田龍平）らとともにガールズバーにやってくる。そこで経済的に厳しい実家に仕送りをするため夜はガールズバーでアルバイトをする美香と出会う。職場でもガールズバーでも空気が読めずお喋りが止まらなくなる慎二。一方でそっけない態度を見せる美香を智之は気に入り、慎二を出し抜き美香と連絡を取り合う仲になる。しかしそんな矢先、工事現場で働いている最中に智之が首にある古傷が原因で脳梗塞を起こし帰らぬ人となってしまう。身寄りのいない智之の葬儀で慎二と美香は再会する。言葉にならない感情が押し寄せ、いつもお喋りが止まらない慎二は黙り込み、そんな慎二に美香は不安を感じ喋り続ける。その次の日も変わらず日雇い労働を続けていた慎二だったが、現場で荷物の下敷きになり腕を負傷してしまう。フィリピンに家族を残し日本に来た出稼ぎ労働者のアンドレス（ポール・マグサリン）や腰に持病を抱えボロボロの身体で働き続ける岩下（田中哲司）は、目の前で同僚の智之を亡くしたばかりで、さらに慎二が仕事中に怪我をし不安を募らせていく。慎二は治療のため病院に行くとそこで看護師の美香と再会。2人は意気投合したわけではなかったが恋に落ち、ぎこちない交流を始め、やがて結婚を意識するまでになる。

### キャスト
- 落合美香：石橋静河[6]（幼少期：仙波茜[7]）
- 慎二：池松壮亮[6]
- 影沼智之：松田龍平[6]
- 美香の母：市川実日子[6]
- 岩下：田中哲司[6]
- 玲：佐藤玲[6]
- 牧田：三浦貴大[6]
- アンドレス：ポール・マグサリン[6]
- 老人：大西力[6]
- ストリートミュージシャン / Ryoko：野嵜好美[6]
- 美香の妹：佐藤菜月[8]
- 社長（建設会社）：正名僕蔵[9]
- 入院患者：田島令子
- 中華料理店員：伊佐山ひろ子[10]
- 美香の父：久保井研[11]
- 女性C（慎二と老人の隣人）：ぼくもとさきこ[12]
- 看護師（美香の同僚）：徳橋みのり[13]

### スタッフ
- 原作：最果タヒ『夜空はいつでも最高密度の青色だ』（リトルモア刊）
- 脚本・監督：石井裕也
- 音楽：渡邊崇
- エンディング曲：The Mirraz「NEW WORLD」
- 撮影：鎌苅洋一
- 照明：宮尾康史
- 録音：加藤大和、高須賀健吾
- 美術・装飾：渡辺大智
- 編集：普嶋信一
- 写真：大森克己
- アニメーション：松丸翔
- 衣装：立花文乃
- ヘアメイク：豊川京子
- 音響効果：柴崎憲治
- VFXプロデューサー：赤羽智史
- 助監督：石井純
- 製作担当：栗林直人
- キャスティング：福田真弓
- 製作渉外：藤田充彦
- 海外担当：荒木啓子
- 宣伝プロデューサー：中野朝子
- 企画：孫家邦、菊地美世志、赤須恵祐
- プロデューサー：有賀高俊、土井智生、五箇公貴
- 配給：東京テアトル、リトルモア
- 製作プロダクション：フィルムメイカーズ、リトルモア
- 製作：「映画 夜空はいつでも最高密度の青色だ」製作委員会（テレビ東京、東京テアトル、ポニーキャニオン、朝日新聞社、リトルモア）

### 作品の評価
2017年2月、第67回ベルリン国際映画祭にて、フォーラム部門に入選し上映された。
国内では、キネマ旬報ベスト・テンの日本映画第1位に選ばれた他、数々の映画賞を受賞した。

#### 受賞歴
- 第30回東京国際映画祭 東京ジェムストーン賞（石橋静河）[15]
- 第9回TAMA映画賞[16]
  - 最優秀作品賞
  - 最優秀男優賞（池松壮亮）
  - 最優秀新進女優賞（石橋静河）
- 第41回山路ふみ子映画賞 新人女優賞（石橋静河）[17]
- 第39回ヨコハマ映画祭[18]
  - 作品賞
  - 主演男優賞（池松壮亮）
  - 脚本賞（石井裕也）
  - 撮影賞（鎌苅洋一）
  - 最優秀新人賞（石橋静河）
- 第32回高崎映画祭[19]
  - 最優秀監督賞（石井裕也）
  - 最優秀助演男優賞（池松壮亮）
  - 最優秀新人女優賞（石橋静河）
- 第30回日刊スポーツ映画大賞・石原裕次郎賞 監督賞（石井裕也）[20]
- 第91回キネマ旬報ベスト・テン[21]
  - 日本映画ベストテン第1位
  - 脚本賞（石井裕也）
  - 新人女優賞（石橋静河）
- 第72回毎日映画コンクール[22]
  - 脚本賞（石井裕也）
  - 撮影賞（鎌苅洋一）
  - 録音賞（加藤大和、高須賀健吾）
- 第60回ブルーリボン賞 新人賞（石橋静河）[23]
- おおさかシネマフェスティバル2018
  - 新人女優賞（石橋静河）
  - 脚本賞（石井裕也）
  - 作品賞ベストテン第5位
- 映画芸術 2017年日本映画ベストテン1位[24]
- 第12回アジア・フィルム・アワード 監督賞（石井裕也）[25]
- 全国映連賞 日本映画ベストテン第10位
- 第27回日本映画批評家大賞
  - 新人女優賞（石橋静河）
  - 脚本賞（石井裕也）